# Valenzana
Valenzana (llamada oficialmente San Bernabeu da Valenzá) es una parroquia y un lugar español del municipio de Barbadanes, en la provincia de Orense, Galicia.

## Toponimia
La parroquia también es conocida por los nombres de San Bernabé da Valenzá y San Bernabé de Valenzana.

## Organización territorial
La parroquia está formada por cuatro entidades de población:
- As Lamas
- A Valenzá
- O Fonsillón
- Vilaescusa

## Demografía

### Parroquia
| Gráfica de evolución demográfica de Valenzana (parroquia) entre 2000 y 2023 |
|                                                                             |
| Datos según el nomenclátor publicado por el INE.                            |

### Lugar
| Gráfica de evolución demográfica de A Valenzá (lugar) entre 2000 y 2023 |
|                                                                         |
| Datos según el nomenclátor publicado por el INE.                        |